# 格兰热鲁
格兰热鲁（葡萄牙語：Granjeiro）是巴西塞阿拉州的一个市镇。总面积100.135平方公里，总人口5703人，人口密度57人/平方公里。